# Signal BOLD

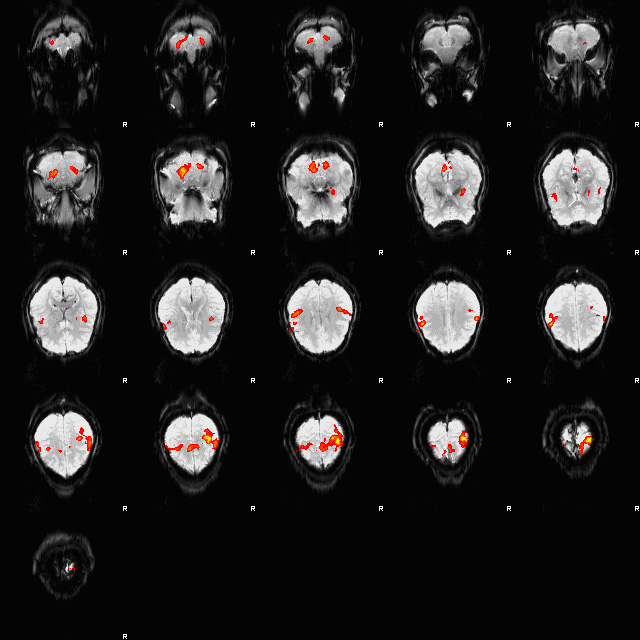
Représentation par IRM fonctionnelle des zones cérébrales activées (BOLD) lors d'une séquence de frappe de l'index

Le signal BOLD (de l'anglais blood-oxygen-level dependent, « dépendant du niveau d'oxygène sanguin ») est le signal qui reflète les variations locales et transitoires de la quantité d'oxygène transporté par l'hémoglobine en fonction de l'activité neuronale du cerveau.
L'augmentation de l'activité électrique et métabolique des neurones entraîne  un accroissement corrélatif des débits et volumes sanguins régionaux, qui permettent d'apporter aux neurones un supplément d'oxygène et de glucose. Ce couplage neuro-vasculaire requiert des échanges de signaux chimiques (adénosine, monoxyde de carbone, potassium, H+...) et l'intervention des astrocytes, lesquels permettent une vasodilatation locale à l'origine de la réponse hémodynamique. Cependant, cette supplémentation en oxygène via l'oxy-hémoglobine, est très supérieure à ce que le neurone prélève par glycolyse aérobie. En effet, ce mécanisme de production énergétique, qui est déjà mobilisé pour l'entretien des gradients électro-chimiques du neurones au repos, est très vite saturé lors de l'activation de ces mêmes neurones. La production d'énergie est alors transitoirement assurée par une glycolyse anaérobie utilisant le lactate fourni par les astrocytes aux neurones. Il s'ensuit une suroxygénation du sang veineux (le surcroît d'oxygène inutilisé passant des artérioles aux capillaires et veinules) qui modifie localement les propriétés magnétiques des tissus, ce que détecte l'IRM.
L'imagerie par résonance magnétique fonctionnelle repose sur la mesure du signal BOLD.